# Льюис, Дэвид (политик)
Дэ́вид Лью́ис (англ. David Lewis, 1909, Свислочь — 23 мая 1981, Оттава) — канадский адвокат и социал-демократический политик.
Федеральный секретарь партии Федерация кооперативного содружества с 1936 по 1950, а затем её председатель с 1958 по 1961. Участвовал в создании Новой демократической партии (НДП) в 1961. Депутат НДП от округа Юг Йорка в Палате общин Канады с 1962 по 1963 и с 1965 по 1974. Парламентский лидер федеральной НДП с 1968 по 1971, а затем её глава с 1971 по 1975.
Родился в семье Моисея и Розы (урождённой Лазарович) Лошей (позднее — Льюисов), в местечке Свислочь Гродненской губернии; его отец возглавлял местное отделение Бунда.